# Lista de campeãs do carnaval de São Gonçalo
Esta é uma lista sobre as escolas de samba campeãs do Carnaval de São Gonçalo, dos Grupos Especial e acesso.

## Campeãs
| Ano                                                  | Grupo    | Escola campeã                  | Enredo                                                                 | Ref.          |
| ---------------------------------------------------- | -------- | ------------------------------ | ---------------------------------------------------------------------- | ------------- |
| 1999                                                 | Especial | Sacramento                     | Cores, brilhos e fantasia                                              | [ 1 ]         |
| 2000                                                 | Especial | Sacramento                     | Que Terra é essa?                                                      | [ 1 ]         |
| 2001                                                 | Especial | Sacramento                     | Uma viagem em busca do reino encantado                                 | [ 1 ]         |
| 2002                                                 | Especial | Sacramento                     | O prazer do cheiro                                                     | [ 1 ]         |
| 2003                                                 | Especial | Sacramento                     | Os meninos de São Gonçalo que encantaram o mundo, Claudinho e Buchecha | [ 1 ]         |
| Não ocorreu desfile oficial nos anos de 2004 e 2005. |          |                                |                                                                        |               |
| 2006                                                 | Especial | Mocidade Independente do Boaçu |                                                                        |               |
| 2007                                                 | Especial | Mocidade Independente do Boaçu |                                                                        |               |
| 2008                                                 | Especial | Mocidade Independente do Boaçu |                                                                        | [ 2 ] [ 3 ]   |
| 2009                                                 | Especial | Mocidade Independente do Boaçu | Da lata do lixo, do lixo ao luxo a Boaçu, vai reciclar... até o Amor   | [ 4 ]         |
| 2009                                                 | Acesso   | Pingo D’Água                   |                                                                        | [ 4 ]         |
| 2010                                                 | Especial | Acadêmicos do Universo         | A universo conta e canta Casimiro de Abreu - o poeta da saudade        | [ 5 ]         |
| 2010                                                 | Especial | Caprichosos de São Gonçalo     |                                                                        | [ 5 ]         |
| 2010                                                 | Acesso   | Boêmios do Jardim Catarina     | Sua vida e a história do seu povoado                                   | [ 5 ]         |
| 2011                                                 | Especial | Acadêmicos do Universo         | Miscigenação - Um Povo Chamado Brasil                                  | [ 6 ]         |
| 2011                                                 | Acesso   | Acadêmicos do Jardim Miriambi  |                                                                        | [ 6 ]         |
| 2012                                                 | Especial | Unidos do Salgueiro            | Da fazenda do Gonçalo a metrópole do porto da ‘Felizcidade             | [ 7 ] [ 8 ]   |
| 2012                                                 | Acesso   | Arco Íris do Boaçu             | Pintando o sete                                                        | [ 7 ] [ 8 ]   |
| 2013                                                 | Especial | Acadêmicos do Universo         | A Universo no bastidão do DJ Marlboro                                  | [ 9 ]         |
| 2013                                                 | Acesso   | Unidos do Maribondo            | Água: elemento essencial e fonte de vida                               | [ 9 ]         |
| 2014                                                 | Especial | Boêmios do Jardim Catarina     | Cubango, me inspirei em Ti para Refletir as Suas Glórias                                                                       | [ 10 ] [ 11 ] |
| 2014                                                 | Acesso   | Caprichosos de São Gonçalo     | Aspecto e a lenda da Ilha dos Amores                                   | [ 10 ] [ 11 ] |
| 2015                                                 | Especial |                                |                                                                        |               |
| 2015                                                 | Acesso   |                                |                                                                        |               |